# Меспельбрунський замок
Меспельбрунський замок (нім. Schloss Mespelbrunn) — середньовічний замок на території міста Меспельбрунн, між Франкфуртом і Вюрцбургом. Побудований у віддаленому місці долини річки Ельзава, у лісі Шпессарт. Один з найвідвідуваніших історичних об'єктів на воді в Німеччині, про який часто згадується в туристичних путівниках.

## Історичний огляд

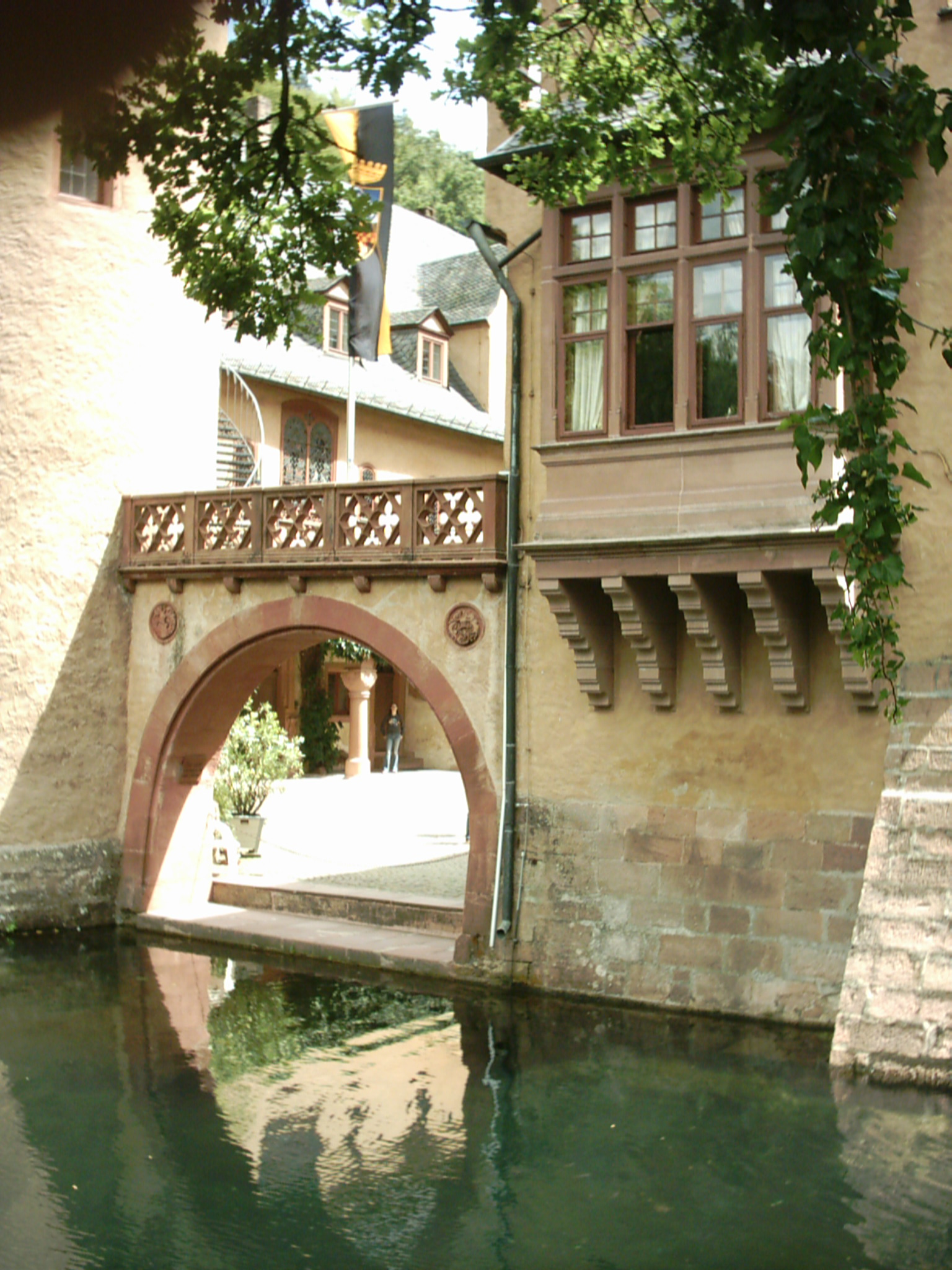
Західне крило «Гавань»

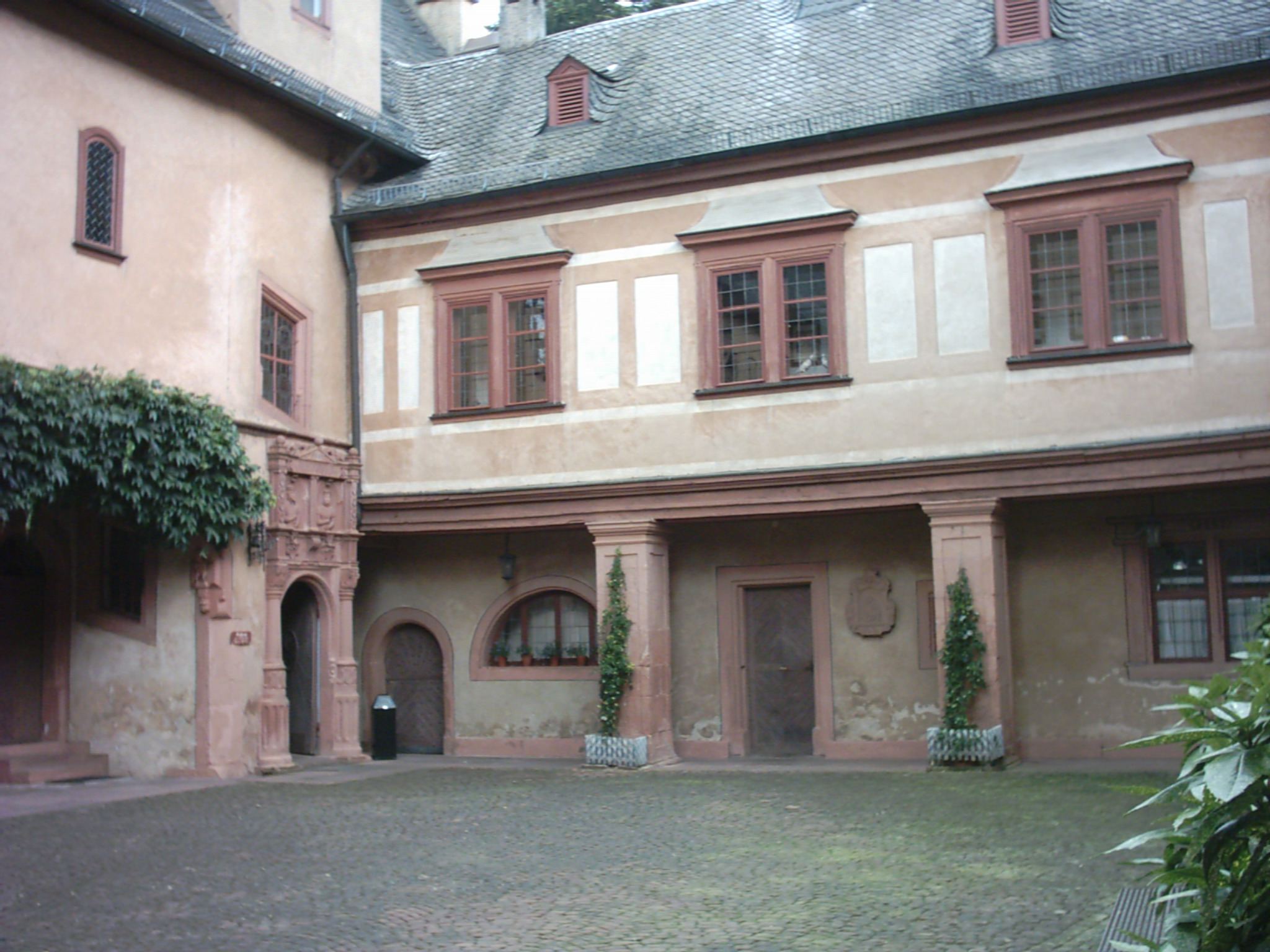
Південна частина подвір'я

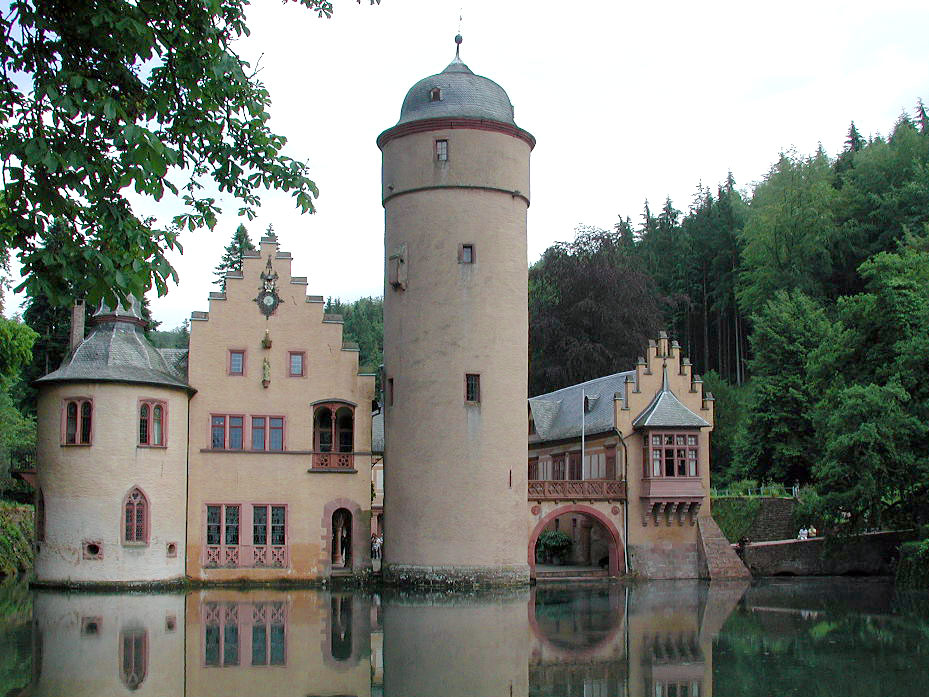
Меспельбрунський замок

На місці сучасного замку знаходився невеликий будинок. Його власником був Гаманн Ехтер, віцедом, тобто керуючий маєтками архієпископа Майнцу Йоганна II фон Нассау в замку і місті Ашаффенбург. 1 травня 1412 року курфюрст дарував «Місце для Еспельборна» Ехтеру, який звів будинок без укріплення в долині неподалік від ставка. У той час Шпессарт був диким і незайманим лісом, де ховались бандити і гусити, які нищили довколішні райони.
Проте у 1427 році Гаманн Ехтер, син першого власника, почав відновлювати будинок свого батька, укріпив замок мурами, вежами і ровом.

## Відновлення
З часу будівництва залишилась тільки кругла вежа Берґфрід. Наступні покоління власників перетворили оборонні споруди на садибу, побудовану переважно в стилі доби Відродження. Сьогоднішній вигляд замку — результат реконструкції, зробленої між 1551 і 1569 роками Петром Ехтером Меспельбрунським і його дружиною Гертрудою Адельсгаймською.
Найвідомішим з членів роду був Юліус Ехтер фон Меспельбрунн, князь-єпископ Вюрцбурга, який у 1576 році заснував Juliusspital, лікарню у Вюрцбурзі і в 1583 році повторно заснував Вюрцбурзький університет.
У 1648 році, останній член сім'ї, Марія Оттілія, Ехтерін Меспельбрунська, вийшла заміж за Філіпа Людвіґа фон Інґельгайма, члена родини баронів, що згодом стали графами. З дозволу імператора ім'я сім'ї Ехтер було збережено шляхом об'єднання імен графів Інґельгайма та Ехтер Меспельбрунських.
Через віддаленість свого розташування замок уцілів від руйнацій війни.

## Опис
Головна будівля замку побудована на майже квадратному фундаменті на східній стороні ставка. З північної, західної та південної сторони подвір'я оточене двоповерховими будинками. На північно-східному і південно-західному куті вежі однакової висоти прибудовані до будинків. Вони прикрашені фронтонами на західній стороні. Головний вхід знаходиться на лівій стороні південної будівлі. На західній стороні подвір'я обмежується двома обрамленими переходами до води і головною вежею в центрі, яка увінчує замок.

## Сучасний стан

Поштова марка із серії «Фортеці і замки» за 1977

Сьогодні Меспельбрунський замок належить родині графів Інґельгайм, які живуть у південному крилі замку.
До 2006 року маєток належав графу Альбрехту фон Інґельгайму (1944–2006), місцевому політику. Успадкувала замок його старша дочка Марія-Антуанетта, графиня Інґельгайм, відома як Ехтерін фон Меспельбрунн, баронеса Ґейр фон Швеппенбург.
З початку 1920-х років для огляду відкрито північне крило.
У 1957 році у замку знімались сцени з німецького комедійного фільму Das Wirtshaus im Spessart (Трактир у Шпессарті, 1958) за мотивами казки Вільгельма Гауфа.
У 1970-ті роки випущено серію німецьких поштових марок «Фортеці і замки», одну з яких присвячено Меспельбрунському замку.